# Kraftwerk Aufkirchen
Das Kraftwerk Aufkirchen ist ein Wasserkraftwerk am Mittlere-Isar-Kanal im Gemeindeteil Aufkirchen der Gemeinde Oberding im Landkreis Erding.
Es ist eines der die Kraftwerkstreppe am Mittlere-Isar-Kanal bildenden Laufwasserkraftwerke. Das Kraftwerk wurde zusammen mit den Schwesterwerken Finsing, Eitting und Pfrombach von der Mittlere Isar AG erbaut, die später vom Bayernwerk übernommen wurden, welche wiederum in E.ON aufgingen, der Muttergesellschaft des früheren Betreibers E.ON Wasserkraft GmbH, von der sie durch Umwandlungen zur Uniper Kraftwerke GmbH gelangten. Seit Dezember 2022 gehört die Gesellschaft als Teil der Uniper Holding GmbH als indirekte Folge des russischen Überfalls auf die Ukraine zu 99,12 % dem deutschen Staat.
Das Kraftwerk hat ein Gefälle von 26,4 m. In der schmalen Halle des Einlaufbauwerks hängen schwere Plattenschütze, mit denen das Wasser im Notfall abgesperrt werden kann. Die Wucht der herunterfallenden Schütze wird durch Öldruck-Bremsen abgefangen. Vom Einlaufbauwerk wird das Wasser in 4 großen Druckrohren mit einem Durchmesser von 5 m und einer Länge von rund 25 m zu den vier Francis-Turbinen in der quer zum Kanal stehenden Maschinenhalle geleitet. Die Maschinenhalle ist 83 m lang, 18 m breit und hat eine Höhe von 21 m über dem Maschinenboden.
Im Kraftwerk Aufkirchen und im technisch ähnlichen Kraftwerk Eitting wurden weltweit erstmals die Francis-Turbinen liegend mit senkrechter Welle und je einem darüber auf einem starken Gewölbe gelagerten Generator ausgeführt. Die elektrische Leistung des Kraftwerks beträgt 27 MW. Die ursprünglich von der Fa. Neumeyer in München gelieferten Francis-Turbinen haben eine Drehzahl von 166,66/min, einen maximalen Durchsatz von 48 m³/s und leisten 9559 kW. Die Fa. Neumeyer ging während der Ausführung des Kraftwerks Aufkirchen in Konkurs, so dass der Auftrag von der Fa. Voith fertiggestellt wurde. Das Kraftwerk erzeugt mit zwei Generatoren Drehstrom und mit den beiden anderen Generatoren Bahnstrom. Die Maschinenhalle ist umgeben von Transformatoren- und Schalterhallen. Da die Isolierungen seinerzeit in großem Maße ölgetränktes Papier enthielten, konnten die Anlagen nicht wie heute üblich im Freien aufgestellt werden.
Westlich der Maschinenhalle befindet sich der so genannte Leerschuss, ein Kanal, in dem das Wasser am Kraftwerk vorbei geleitet werden kann. Der architektonische Entwurf für das Kraftwerk stammt von Herman Sörgel. Das Bauwerk steht unter Denkmalschutz.
Das Kraftwerk hatte bis vor ein paar Jahren noch eine eigene Steuerzentrale, musste aber als Teil der Kraftwerkstreppe schon immer im Einklang mit den anderen Kraftwerken gesteuert werden. Dazu erhielt es die Vorgaben aus dem Kraftwerk Neufinsing, in dem alle relevanten Daten koordiniert wurden. Später wurde das Kraftwerk Aufkirchen, wie alle Kraftwerke der E.ON Wasserkraft entlang des Mittlere-Isar-Kanals, zentral vom Kraftwerk Neufinsing überwacht und gesteuert. Im Kraftwerk Aufkirchen wird Personal deshalb nur noch für die notwendigen Wartungs- und Instandsetzungsarbeiten benötigt. Seit dem 1. Mai 2011 werden alle Kraftwerke der E.ON Wasserkraft an der Isar, am Lech und an der Donau von deren Hauptsitz in Landshut aus gesteuert.
Im Kraftwerk gibt es auch ein Infozentrum. Besichtigungen sind nach telefonischer Terminvereinbarung möglich. Auf dem betriebsinternen Parkplatz stehen ein altes, großes Wasserrad einer Erdinger Mühle sowie ein Laufrad einer kleineren Kaplan-Turbine und ein aus dem Walchenseekraftwerk stammendes Laufrad einer Pelton-Turbine. Südlich vom Kraftwerk steht die 3,5 m hohe Basispyramide der Basislinie Unterföhring–Aufkirchen für die erste Landesvermessung Bayerns von 1801.
Zum Bau wurde die Bahnstrecke Altenerding–Pfrombach errichtet.